# Aphaobius alphonsi
Aphaobius alphonsi – gatunek chrząszcza z rodziny grzybinkowatych i podrodziny zyzkowatych. Endemit Słowenii.

## Taksonomia
Takson ten opisany został po raz pierwszy w 1914 roku przez Josefa Müllera na łamach „Sitzungsberichte der Kaiserlichen Akademie der Wissenschaften. Mathematisch-Naturwissenschaftliche Klasse” jako podgatunek w obrębie Aphaobius milleri. Lokalizacją typową jest Babja luknja w słoweńskim Goričane. Do rangi osobnego gatunku wyniesiony został w 2010 roku przez Marca Bognolę i Dantego Vailatiego w ramach rewizji rodzaju.
W obrębie rodzaju należy do grupy gatunków milleri wraz z: A. forojulensis, A. fortesculptus, A. grottoloi, A. kahleni, A. kaplai, A. kofleri, A. lebenbaueri, A. ljubnicensis, A. milleri, A. miricae i A. robustus.

## Morfologia
Chrząszcz o ciele długości od 2,65 do 3,2 mm, co stanowi przeciętne jak na przedstawiciela rodzaju rozmiary. Ubarwienie ma w całości brązowe. Głowa jest pozbawiona oczu i zaopatrzona w długie i cienkie czułki, u samca sięgające środka pokryw po rozprostowaniu do tyłu. Ich ósmy człon jest niemal trzykrotnie krótszy od poprzedniego. Około półtorakrotnie szersze niż dłuższe, najszersze u podstawy, niemal trapezowate przedplecze ma równomiernie zaokrąglone brzegi boczne i ostre, ale niespiczaste kąty tylne. Stosunek długości do szerokości jajowatych, najszerszych w połowie pokryw wynosi od 1,3 do 1,4. Skrzydeł tylnej pary brak zupełnie. Płat środkowy edeagusa samczych genitaliów jest tak długi jak paramery i w widoku grzbietowym ma boczne brzegi części odsiebnej prawie równoległe, tylko przed samym szeroko zaokrąglonym szczytem zakrzywione i zbieżne. Dosiebna krawędź szczytowego otworu edeagusa jest wklęśnięta.

## Ekologia i występowanie
Owad palearktyczny, południowoeuropejski, endemiczny dla Słowenii. Zamieszkuje niewielkie, mniej więcej poziome jaskinie w okolicy Medvode, po prawej stronie Savy. Podawany jest z Babjej luknji, Jamy I w Jurčetovih Percah oraz Jamy na Kravjeku.